# Комитет Совета Федерации по Регламенту и организации парламентской деятельности

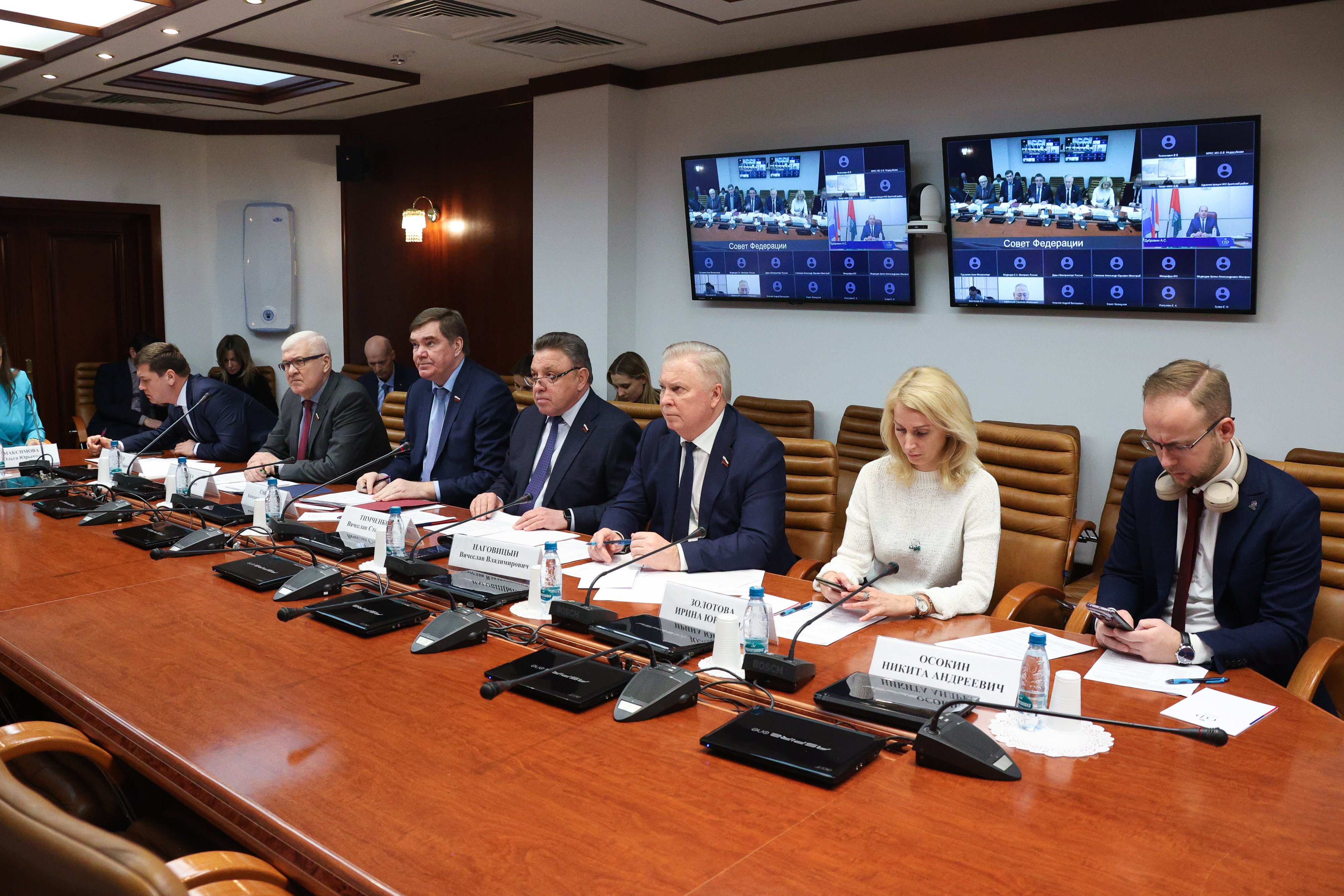
Совещание Комитета по вопросу контроля за выполнением Постановления СФ о социально-экономическом развитии Иркутской области

Комитет Совета Федерации по Регламенту и организации парламентской деятельности сформирован 30 января 2002 года.
Председатель Комитета — Тимченко Вячеслав Степанович. В состав Комитета входят 17 сенаторов Российской Федерации — членов Совета Федерации Федерального собрания России.
Ранее, с 1994 по 2001 год включительно, Комитет носил название по Регламенту и парламентским процедурам.

## Состав Комитета
| №  | Сенатор Российской Федерации | ФИО сенатора | Должность в Комитете | Регион, делегировавший сенатора                                                      |
| -- | ---------------------------- | --- | --- | ------------------------------------------------------------------------------------ |
| 1  |                              | Тимченко Вячеслав Степанович (утвержден 29 мая 2019 г. (№ 191-СФ)                                                                  | Председатель Комитета | Сенатор РФ ― представитель от Законодательного собрания Кировской области            |
| 2  |                              | Наговицын Вячеслав Владимирович | Первый заместитель председателя Комитета | Сенатор РФ от исполнительного органа власти Республики Бурятия                       |
| 3  |                              | Перминов Сергей Николаевич (избран 1-м заместителем на основании Постановления Совета Федерации от 11 октября 2023 года, № 598-СФ) | Первый заместитель председателя Комитета | Сенатор РФ от исполнительного органа власти Ленинградской области                    |
| 4  |                              | Савин Александр Александрович | Заместитель председателя Комитета | Сенатор РФ ― представитель от Законодательного собрания Калужской области            |
| 5  |                              | Терентьев Александр Михайлович | Заместитель председателя Комитета Представитель Совета Федерации в Центральной избирательной комиссии России                                       | Сенатор РФ от исполнительного органа власти Республики Татарстан                     |
| 6  |                              | Белоусов Михаил Владимирович | Член Комитета | Сенатор РФ от исполнительного органа власти Тамбовской области                       |
| 7  |                              | Брилка Сергей Фатеевич (переутверждён на основании Постановления СФ от 25 сентября 2023 года, № 552-СФ)                            | Член Комитета Представитель СФ по взаимодействию с Уполномоченным по правам человека в России (Постановление СФ от 11 октября 2023 года, № 601-СФ) | Сенатор РФ ― представитель от Законодательного собрания Иркутской области            |
| 8  |                              | Воробьёв Николай Юрьевич (введён в Комитет на основании Постановления СФ от 9 октября 2024 года, № 397-СФ                          | Член Комитета | Сенатор РФ от исполнительной власти Тульской области                                 |
| 9  |                              | Земцов Олег Александрович (введён в Комитет на основании Постановления СФ от 25 сентября 2023 года, № 552-СФ)                      | Член Комитета | Сенатор РФ от исполнительного органа власти Республики Хакассия                      |
| 10 |                              | Зобнев Виктор Викторович | Член Комитета | Сенатор РФ ― представитель от Алтайского краевого Законодательного Собрания          |
| 11 |                              | Керимов Сулейман Абусаидович | Член Комитета | Сенатор РФ ― представитель от Народного собрания Республики Дагестан                 |
| 12 |                              | Лутовинов Александр Ильич | Член Комитета | Сенатор РФ ― представитель от Собрания депутатов Ненецкого автономного округа        |
| 13 |                              | Мельник Лариса Вадимовна (введена в Комитет на основании пункта 8 Постановления СФ от 25 сентября 2024 года, № 391-СФ              | Член Комитета | Сенатор РФ от Законодательного собрания города Севастополя                           |
| 14 |                              | Новьюхов Александр Вячеславович | Член Комитета | Сенатор РФ ― представитель от Думы Ханты-Мансийского автономного округа — Югры       |
| 15 |                              | Путеев Байир Эдуардович | Член Комитета | Сенатор Российской Федерации ― представитель от Народного Хурала Республики Калмыкия |
| 16 |                              | Семисотов Николай Петрович | Член Комитета | Сенатор РФ от исполнительного органа власти Волгоградской области                    |
| 17 |                              | Соколов Вадим Вячеславович (введён в Комитет на основании Постановления СФ от 25 сентября 2023 года, № 552-СФ)                     | Член Комитета | Сенатор РФ от исполнительного органа власти Орловской области                        |

## Вопросы Комитета
К вопросам ведения Комитета Совета Федерации по Регламенту и организации парламентской деятельности относятся:
1) Регламент Совета Федерации Федерального Собрания Российской Федерации, порядок работы и организация деятельности Совета Федерации;
2) порядок формирования Совета Федерации;
3) статус сенатора Российской Федерации;
4) вопросы неприкосновенности сенатора Российской Федерации;
5) законодательное обеспечение парламентского контроля;
6) правовые основы государственного контроля (надзора) и муниципального контроля;
7) основы общественного контроля;
8) защита прав потребителей;
9) противодействие коррупции;
10) (абзац исключен в соответствии с Постановлением Совета Федерации от 22 января 2020 года, № 12-СФ);
11) порядок рассмотрения обращений граждан;
12) контроль за соблюдением порядка возбуждения парламентского расследования Федерального Собрания Российской Федерации;
13) парламентская этика;
14) утверждение свода закрепленных в законодательстве Российской Федерации правил поведения сенатора Российской Федерации, содержащих этические и антикоррупционые нормы;
15) информирование наделенных полномочиями сенаторов Российской Федерации о положениях антикоррупционного законодательства;
16) представление ежегодной информации о соблюдении сенаторами Российской Федерации свода закрепленных в законодательстве Российской Федерации правил поведения сенатора Российской Федерации, содержащих этические и антикоррупционые нормы;
17) взаимодействие с органами государственной власти субъектов Российской Федерации, органами местного самоуправления по вопросам реализации Федерального закона «О порядке формирования Совета Федерации Федерального Собрания Российской Федерации»;
18) анализ поступивших в Совет Федерации документов о наделении полномочиями сенаторов Российской Федерации на соответствие их положениям Федерального закона «О порядке формирования Совета Федерации Федерального Собрания Российской Федерации» и информирование о его результатах Председателя Совета Федерации;
19) мониторинг информации о наделении полномочиями сенаторов Российской Федерации, размещаемой на официальных сайтах органов государственной власти субъектов Российской Федерации в сети Интернет;
20) обеспечение взаимодействия Совета Федерации с международными организациями по вопросам противодействия коррупции;
21) обеспечение взаимодействия Совета Федерации с Центральной избирательной комиссией Российской Федерации;
22) предварительное обсуждение и внесение на рассмотрение Совета Федерации вопросов о назначении на должность и об освобождении от должности членов Центральной избирательной комиссии Российской Федерации от Совета Федерации;
23) представление кандидатуры для назначения полномочным представителем Совета Федерации по взаимодействию с Уполномоченным по правам человека в Российской Федерации;
24) предварительное рассмотрение кандидатур для назначения полномочными представителями Совета Федерации;
25) предварительное рассмотрение кандидатур для назначения в качестве представителей Совета Федерации в наблюдательные советы организаций, создаваемые Российской Федерацией на основании федеральных законов, иные органы и организации;
26) контроль за исполнением решений Совета Федерации, поручений Совета Федерации, решений Совета палаты;
27) формирование графиков заседаний Совета Федерации на весеннюю и осеннюю сессии;
28) предварительное рассмотрение проекта плана мероприятий Совета Федерации на весеннюю (осеннюю) сессию;
29) предварительное рассмотрение вопросов о награждении наградами Совета Федерации и о представлении к награждению государственными наградами, а также предварительное рассмотрение и согласование с Председателем Совета Федерации вопросов о награждении сенаторов Российской Федерации наградами государственных органов;
30) предварительное рассмотрение вопросов формирования и изменения составов комитетов Совета Федерации;
31) подготовка информации для Председателя Совета Федерации о посещаемости сенаторами Российской Федерации в течение сессии заседаний Совета Федерации;
32) контроль соблюдения правовых актов по обеспечению деятельности Совета Федерации;
33) согласование стандартов финансового обеспечения деятельности сенаторов Российской Федерации;
34) утверждение стандартов материально-технического и иного обеспечения деятельности сенаторов Российской Федерации, а также стандарта возмещения расходов, связанных с материальным обеспечением деятельности сенатора Российской Федерации и его помощников в субъекте Российской Федерации;
35) согласование утверждаемых Руководителем Аппарата Совета Федерации бюджетной сметы Совета Федерации Федерального Собрания Российской Федерации, изменений в бюджетную смету Совета Федерации Федерального Собрания Российской Федерации и отчета об исполнении бюджетной сметы Совета Федерации Федерального Собрания Российской Федерации;
36) согласование правил предоставления и распределения иных межбюджетных трансфертов из федерального бюджета бюджетам субъектов Российской Федерации в целях материального обеспечения деятельности сенаторов Российской Федерации и их помощников в субъектах Российской Федерации;
37) согласование правил предоставления из федерального бюджета субсидий на государственную поддержку средств массовой информации, учрежденных Советом Федерации;
38) представление на утверждение Совета палаты смет расходов по приему делегаций иностранных государств и международных организаций в Совете Федерации, а также смет расходов по подготовке и проведению мероприятий Совета Федерации;
39) координация работы комитетов Совета Федерации в части организации рассмотрения вопросов, отнесенных Конституцией Российской Федерации к ведению Совета Федерации;
40) правовое регулирование организации и проведения поисковой работы в целях увековечения памяти погибших при защите Отечества;
41) предварительное рассмотрение проекта инструкции по работе с обращениями граждан в Совете Федерации.